# Na příkopě

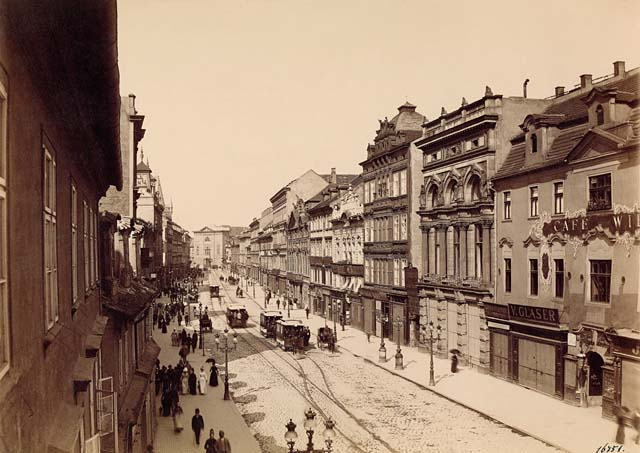
Ulice Na příkopě, od rakouského fotografa Aloise Beera z doby kolem roku 1890

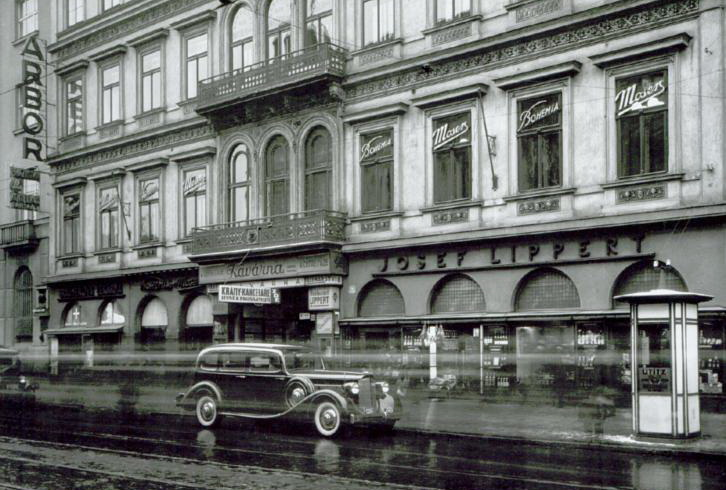
Pasáž Černá růže, rok 1927

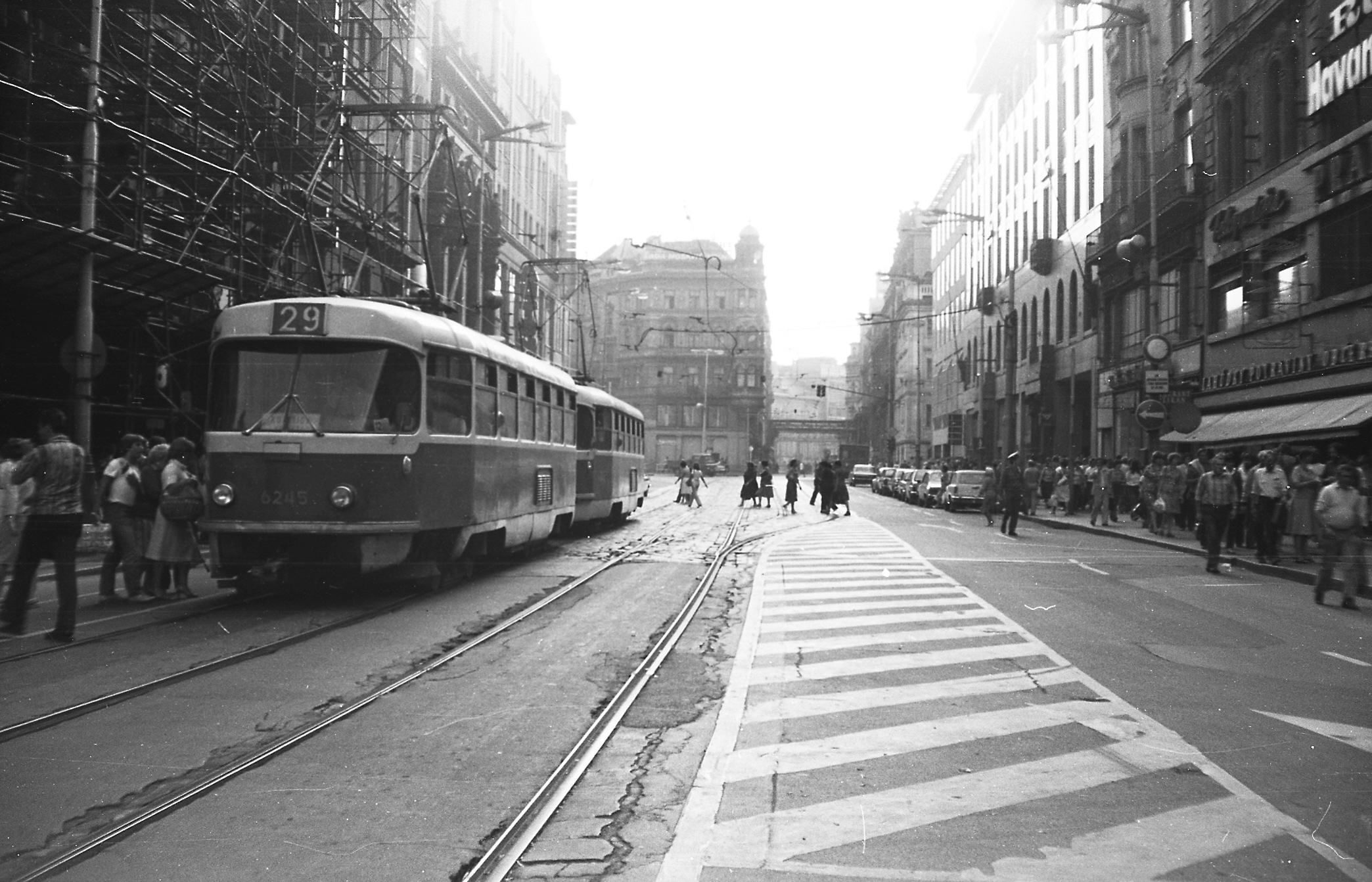
Ulice Na příkopě v oblasti Můstku v roce 1982

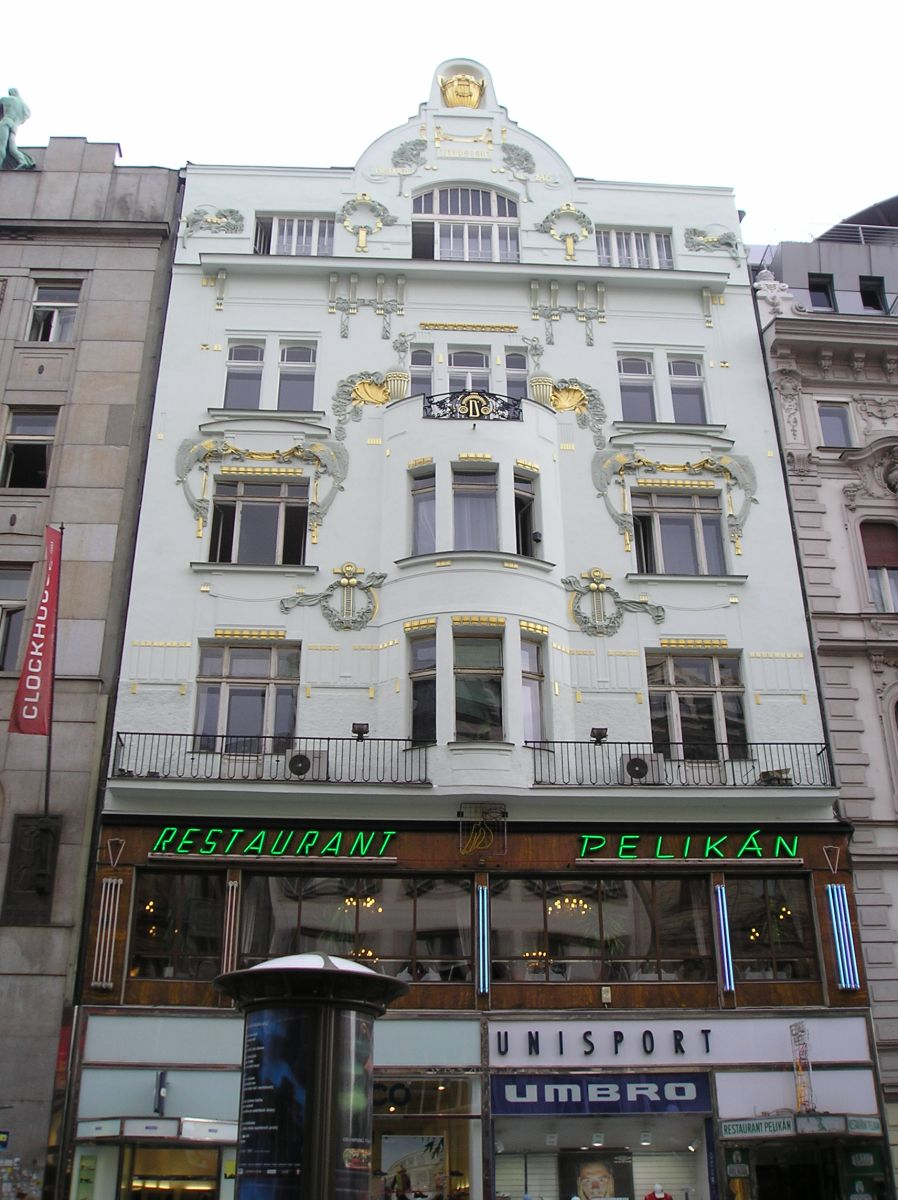
Dům U Dörflerů

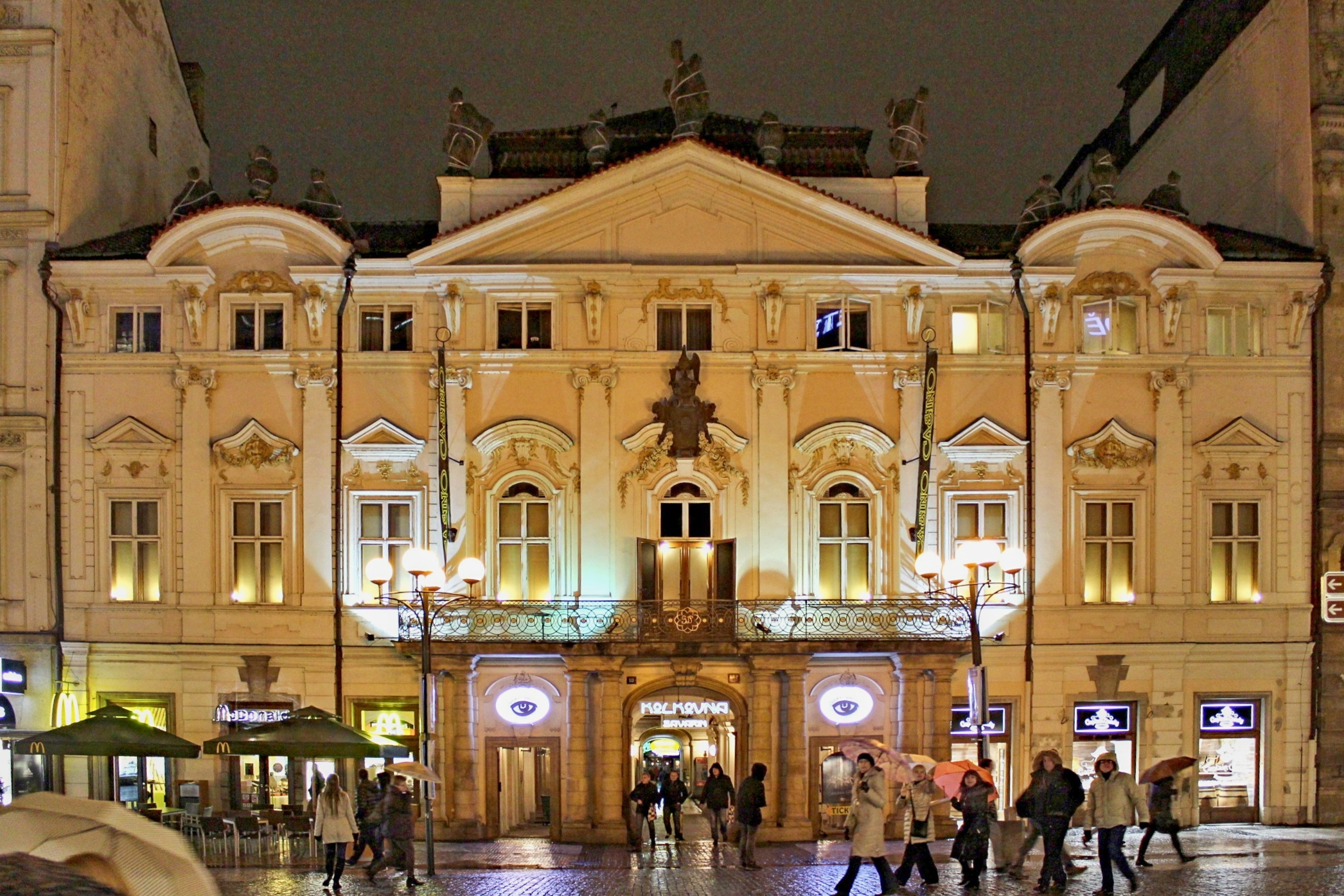
Palác Sylva-Taroucca

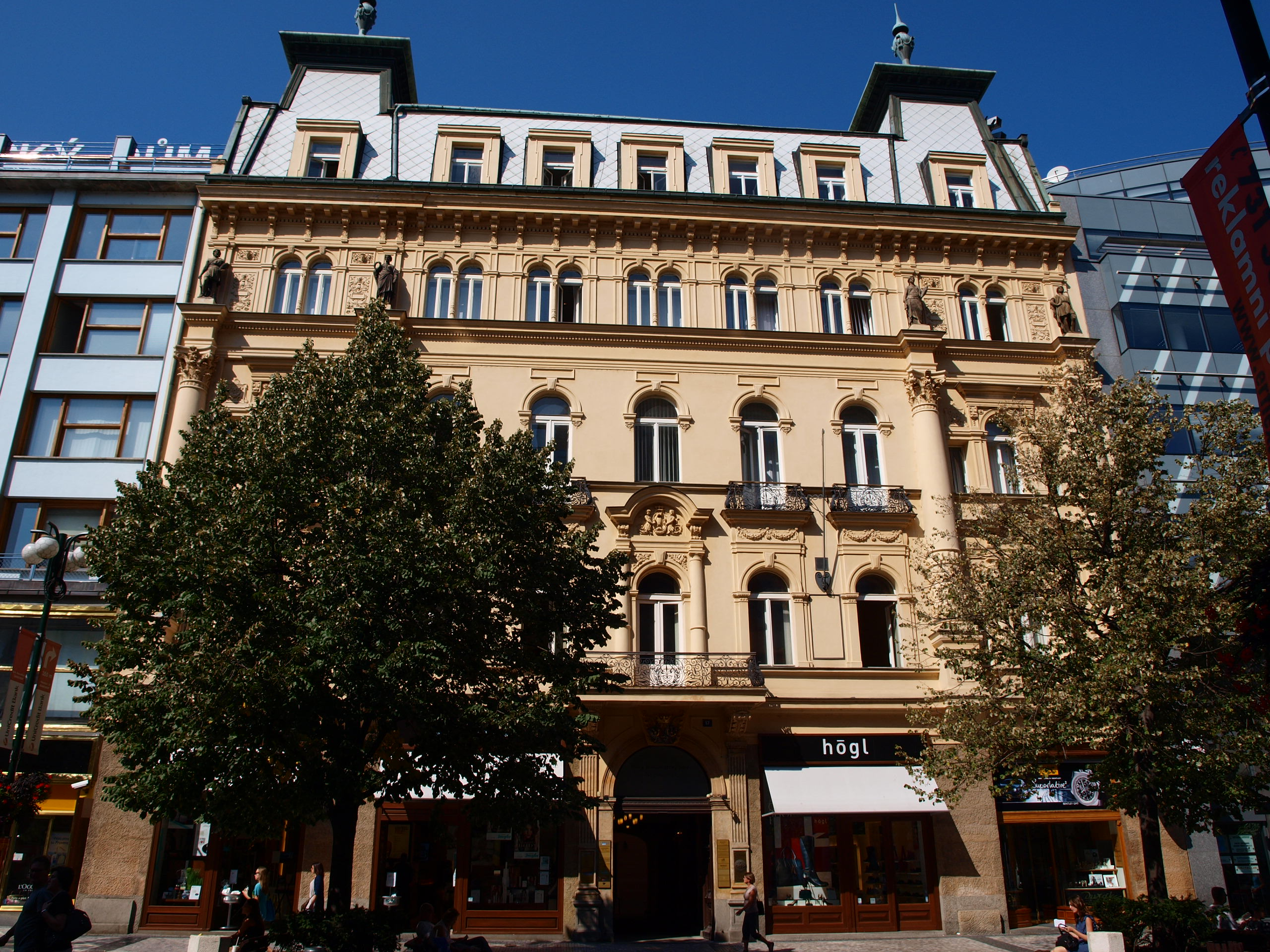
Nový Kolowratský palác

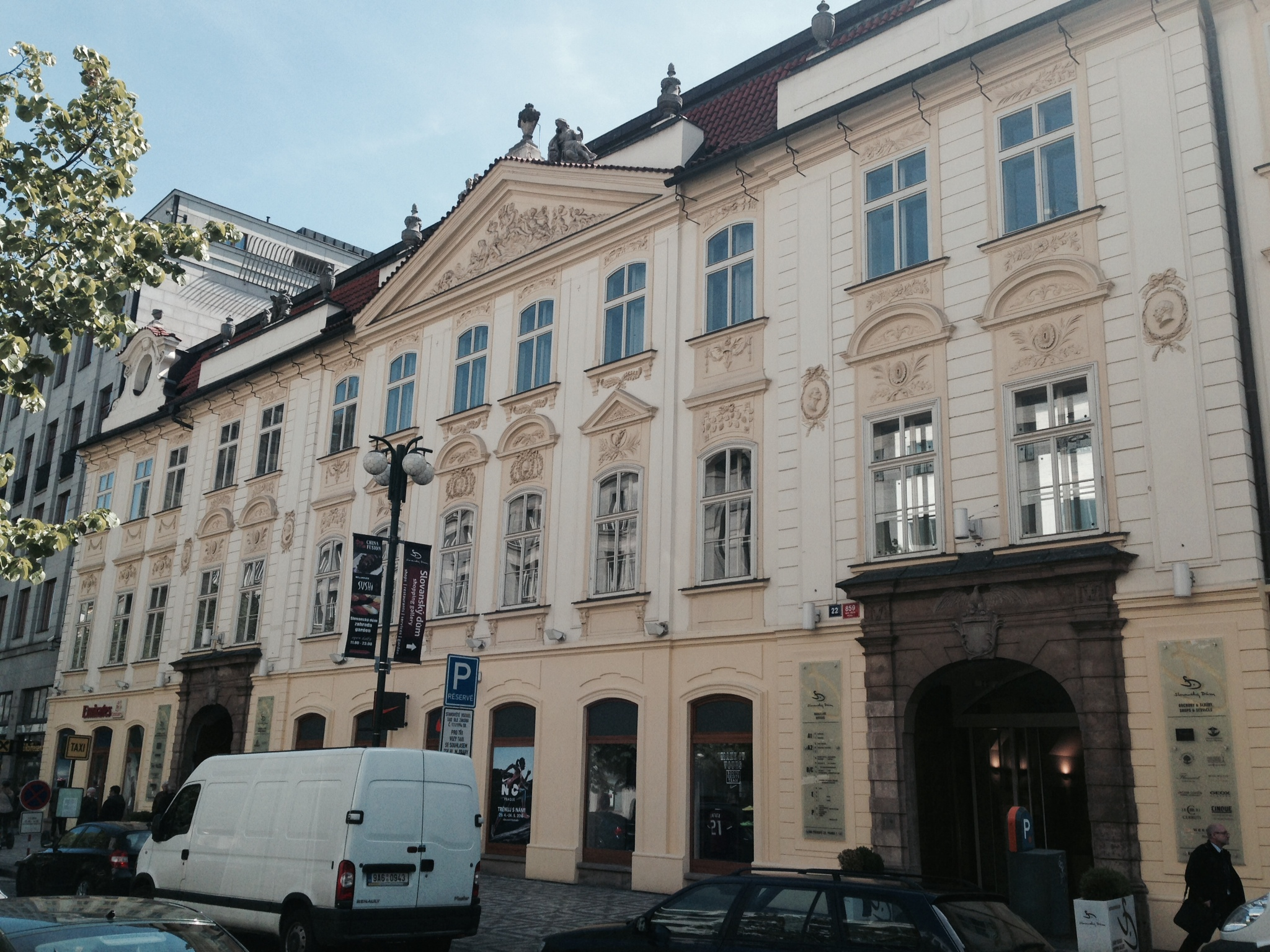
Obchodní centrum Slovanský dům

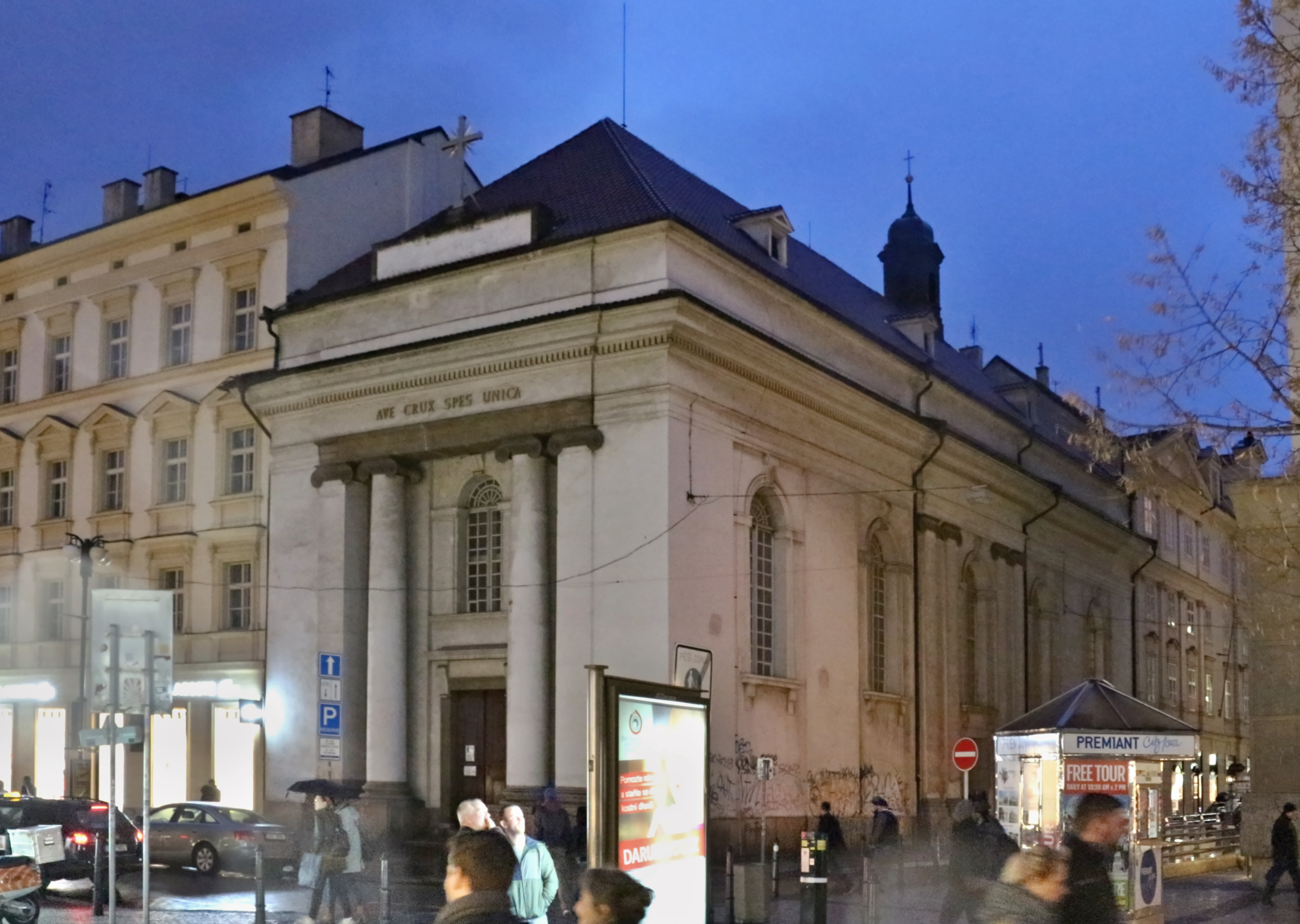
Kostel svatého Kříže na nároží ulic Na příkopě a Panská

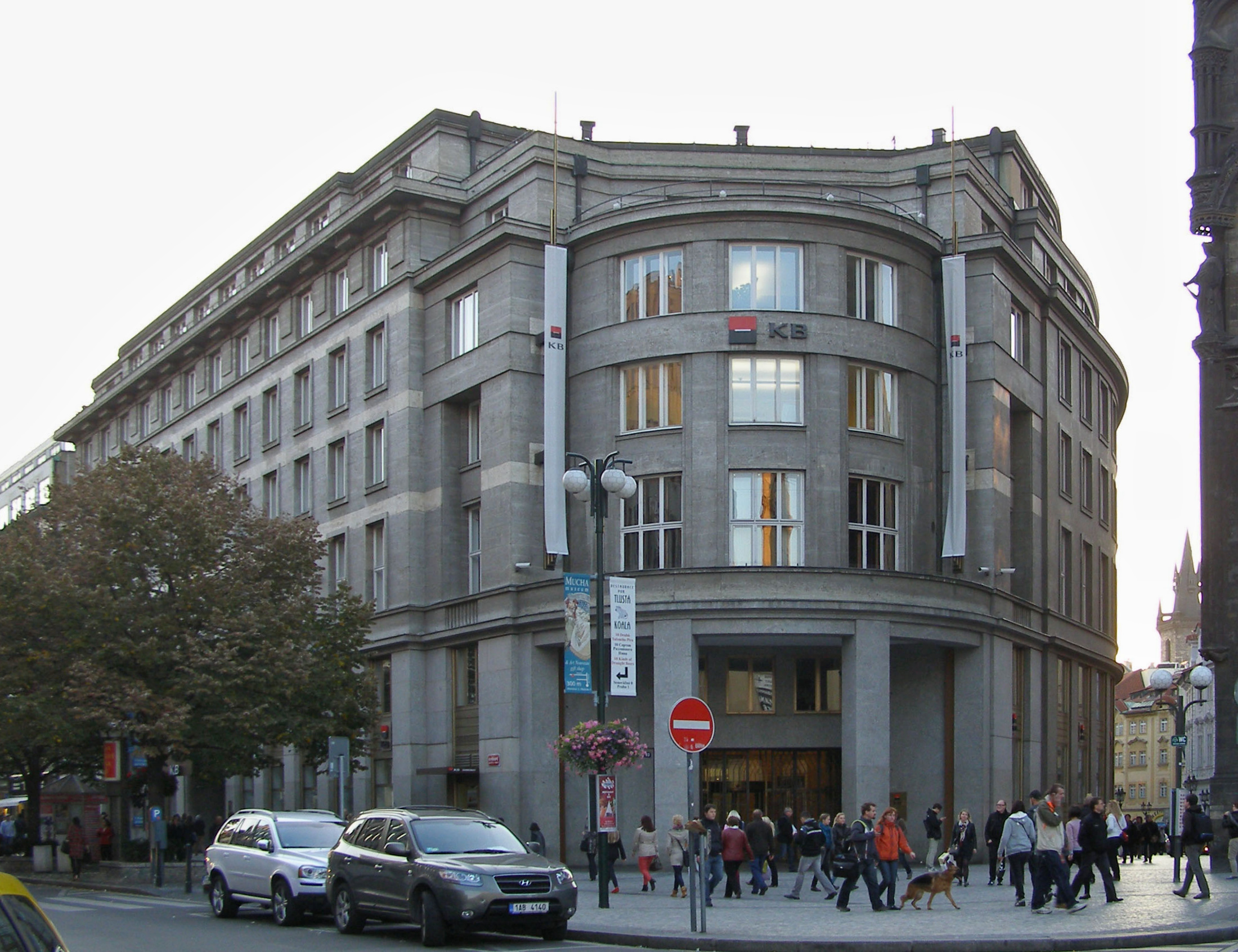
Budova ústředí Komerční banky, sídlo ÚV KSČ (1945-1960)

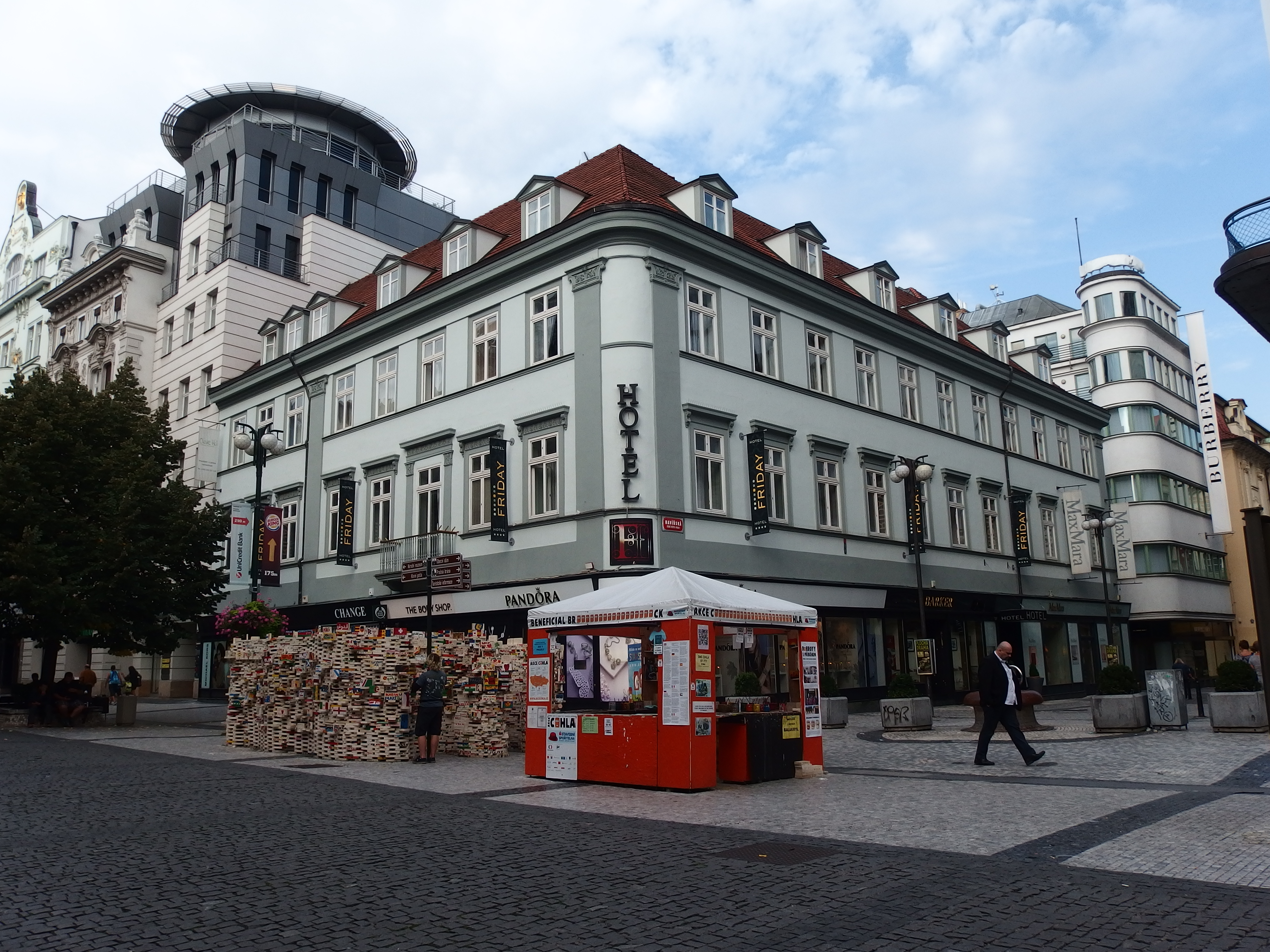
Dům U Čížků

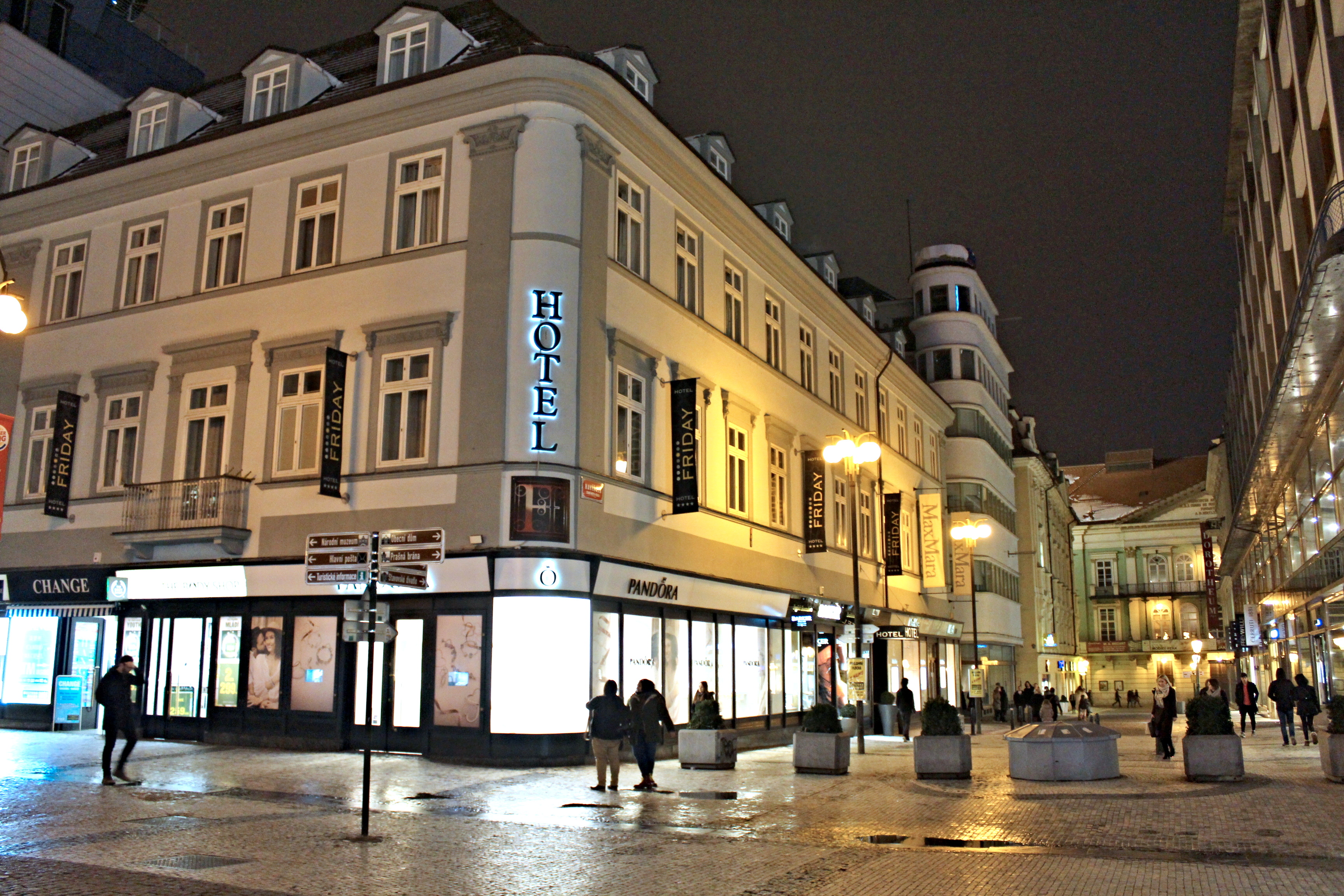
Dům U Čížků a pohled Havířskou ulicí na Stavovské divadlo

Na příkopě (pravopisně správně Na Příkopě, německy Am Graben) je jedna z nejvýznamnějších ulic v Praze. Prochází místy bývalého staroměstského hradebního příkopu po hranici Starého a Nového Města severovýchodním směrem z dolního konce Václavského náměstí od Můstku, kde navazuje na ulici 28. října, směrem k náměstí Republiky, do nějž ústí na křižovatce u Prašné brány, Obecního domu a paláce U Hybernů. Bývala jednou z nejfrekventovanějších pražských dopravních tepen, od roku 1985 má částečně charakter městské pěší zóny.
Ačkoli v registru je název ulice uváděn v podobě Na příkopě, v souladu s platnými pravidly českého pravopisu je správný tvar Na Příkopě. Neformálně je ulice nazývána též Na Příkopech či jen Příkopy. V letech 1760–1839 nesla ulice název Ve Starých alejích a v období let 1839–1870 Kolowratská třída. Německy Am Graben.
Ulice Na Příkopě se pravidelně umísťovala mezi nejdražší ulice ze všech zemí V4. V roce 2019 se s výší nájemného 2820 eur (72 478 korun) za metr čtvereční za rok umístila na 18. místě v žebříčku 448 nejdražších nákupních ulic na světě, v roce 2022 se však s hodnotou 2460 eur (57 740 korun) za metr čtvereční za rok umístila až za Pařížskou ulicí v Praze.

## Etymologie
Dnešní ulice Na Příkopě nese svůj název od roku 1870. Její jméno je odvozeno od středověkého příkopu, který zde byl vyhlouben při budování hradeb Starého Města pražského v letech 1232–34.

### Přehled názvů
Původně ulice nesla název Na Příkopě (Am Graben), a to od svého vzniku (1760), kdy zde byl zasypán příkop, který byl součástí opevnění Starého Města.
Velice brzy se však ujal název V alejích, neboť na zasypaném příkopě byly vysázeny kaštany.
Po roce 1781 se jméno rozšířilo na Ve starých alejích, neboť protilehlá ulice 28. října a na ni navazující Národní třída byly osázeny lipami a pojmenovány V nových alejích.
V letech 1839–1870 se nazývala Kolowratova nebo Kolowratská třída po hraběti Františku Antonínu Kolovratovi (1778–1861), který byl státník evropského formátu. Zastával post 1. Ministerského předsedy Rakouského císařství a byl nejvyšším purkrabím pražským (v úřadě v letech 1811–1826). Zároveň měl na Ovocném trhu palác se zahradou zasahující až do ulice Na Příkopě. Hrabě měl podstatnou zásluhu na zřízení Národního muzea.
Od roku 1870 se udržel název Na Příkopě a ulice se stala rušnou velkoměstskou třídou.

## Historický vývoj
Ulice Na Příkopě vede na místě zasypaného 10 metrů širokého a 8 metrů hlubokého hradebního příkopu, který vedl podél středověkých hradeb Starého Města. Příkop byl vyhlouben v letech 1232–1234 při budování hradeb. Voda do něj přitékala přímo z Vltavy a kdysi pravděpodobně také z potoků, které tekly z Vinohrad nebo Pankráce. Když byl hradební příkop naplněn, stával se ze Starého Města uzavřený ostrov. Později při založení Nového Města příkop utvořil hranici mezi oběma městy. Hradební příkop byl zasypán roku 1760, opevňovací funkci však ztratil již roku 1518, kdy došlo ke sloučení obou měst. Později tvořil již jen funkci odvodňovací.
Po zasypání, zde byly vysázeny kaštany a ulice dostala název Ve starých alejích. V letech 1845–70 ulice nesla název Kolowratská třída a od roku 1871 nese nynější název Na Příkopě.
Protože byla jako jedna z mála ulic velmi široká, brzy se stala dopravní tepnou. Od 23. září 1875 zde vedla první trať pražské koněspřežné tramvaje, která byla od 28. září 1899 elektrifikována. 2. září 1919 byla křižovatka na Můstku první křižovatkou v Praze, kde začala být řízena doprava strážníkem, po roce 1927 pak druhou pražskou křižovatkou se světelnou signalizací.
Ve 20. letech minulého století se zde po vybouraném domě objevila proluka Myslbek, která byla zastavěna opět až roku 1996 a na dlouhou dobu dělila ulici na dvě části. V 60. letech tu docházelo ke stále horším dopravním zácpám, Příkopy se staly symbolem neutěšené dopravní situace ve městě. V roce 1977 však přišel zvrat – začalo se stavět pražské metro, jehož linka B vede v podzemí a kopíruje ulici téměř po celé její délce od Můstku až po náměstí Republiky. Tramvajová trať, která byla stará téměř sto let, byla dne 4. července 1985 zrušena, když byla označena za nepotřebnou. Dříve rušná městská třída se proměnila v pěší zónu. Ulice byla také předlážděna, když část dlažebních kostek pocházela z rozřezaných náhrobků z židovského hřbitova u Údlicích.
Po roce 1989 a změně společenských poměrů se objevilo mnoho nových obchodů, ulice Na Příkopě je tak dnes velmi významným obchodním korzem centra Prahy. Z pohledu výše nájmů obchodů jde o nejdražší ulici ve městě.

## Popis

### Staroměstská strana
Severní strana s lichými orientačními čísly
- ulice Na můstku
- dům 388/1, budova ČKD, nárožní budova ve stylu postmodernismu byla dostavěna roku 1983 podle projektu Aleny a Jana Šrámkových. Stavebním materiálem je ocel obložená kamenem. Ve štítu jsou umístěny velké hodiny přenesené sem ze zbořeného obchodního domu, který zde předtím stával. V přízemí z ulice Provaznická je vstup do vestibulu metra stanice Můstek. Objekt sloužil jako administrativní budova ČKD Praha, v 5. patře bývala kavárna, v 90. letech byla diskotéka. Nemovitá kulturní památka, rejstříkové číslo 41533/1-2166.[16] Nyní je v budově obchod New Yorker. Budovu vlastní společnost GSCD, s.r.o., jejímž jediným vlastníkem je Friedrich Georg Knapp,[17] majitel společnosti New Yorker.[18]
- dům 390/3 a 5, palác Vídeňské bankovní jednoty, monumentální administrativní budova postavena v letech 1906–1908 podle projektu pražského německého architekta Josefa Zascheho. Jedná se o jeho vrcholné dílo. Bankovní halu o výšce dvou pater navrhl vídeňský projektant Alexander Neumann. Průčelí je z leštěné žuly. Na portálech a atice plastiky od německého sochaře Franze Metznera.[19] Sídlila zde Komerční banka. Původně zde stál patrový dům U Bílého beránka ze začátku 17. století.[20] Nemovitá kulturní památka, rejstříkové číslo 38461/1-192.[21] Budovu vlastní Ministerstvo pro místní rozvoj České republiky.
- nárožní dům 391/7, obchodní a obytný dům U Dörflerů, postavený v letech 1904–1906 podle projektu Jiřího Justicha (a Matěje Blechy). Průčelí ve stylu dekorativní secese s vázou ve štítu, na fasádě dva znaky Řádu svobodných zednářů, štukové věnce a drapérie. Fasáda z druhé strany (Provaznická 6) je střízlivá. V roce 1939 upravil Jan Mayer parter a první patro ve stylu funkcionalismu .[22] V 1. patře bývala restaurace Pelikán. Budovu vlastní Ondřej Stýblo.
- dům 392/9, budovu vlastní společnost ALWANELA, v.o.s, cílovým vlastníkem je německá společnost Innerstadt, GmbH & Co.KG.
- dům 393/11, budovu vlastní společnost ALWANELA, v.o.s.
- dům 394/13, dům U Čížků, nemovitá kulturní památka, rejstříkové číslo 41431/1-2099.[23] Budovu vlastní František Beneš s manželkou.
- Havířská ulice
- dům 583/15, Dětský dům. Konstruktivistická budova obchodního domu byla postavena v letech 1925–1929 podle projektu Ludvíka Kysely. Výrazný je parter budovy s výkladci a vstupem do pasáže, která byla později zrušena. Uvnitř se rozkládá hala na výšku několika pater s ochozy. Kanceláře horních pater jsou opatřeny americkými výsuvnými okny.[24] V roce 1950 byl dům adaptován. Budovu vlastní OLREDO spol.s r.o., cílovým vlastníkem je švýcarská společnost Immo-Hold AG. V přízemí a suterénu je obchod Zara.
- dům 1047/17, Nový Kolowratský palác. Budovu vlastní Kolowrat-Krakowští.
- dům 1096/19 a 21, palác Myslbek, postaven v 90. letech 20. století. Roku 1926 byl na prázdné parcele postaven dočasný pavilon uměleckého sdružení Myslbek – v 50. letech byl stržen a nahrazen parkem, který v 70. letech sloužil jako staveniště metra a zázemí pro rekonstrukci Tylova divadla. Roku 1930 zde byl zbourán starý dům banky a pět dalších domů směrem k Ovocnému trhu (č. p. 574–578), ale stavba Josefa Gočára a Arnošta Wiesnera, která roku 1928 vyhrála architektonickou soutěž České banky Union, zde nikdy nebyla postavena. Roku 1991 bylo uzavřeno nové výběrové řízení na zástavbu proluky a brzy poté zde byl postaven obchodně-kancelářský komplex.
- dům 957/23, nemovitá kulturní památka, rejstříkové číslo 41433/1-2100.[25] Budovu vlastní společnost BUR Praha 1 Immobilien s.r.o., cílovým vlastníkem je rakouská společnost B.U.R Vermögensbeteiligung GmbH.
- dům 958/25, nemovitá kulturní památka, rejstříkové číslo 41453/1-2112.[26] Budovu vlastní společnost BUR Praha 1 Immobilien s.r.o.
- dům 959/27, nemovitá kulturní památka, rejstříkové číslo 41458/1-2115.[27] Budovu vlastní společnost BUR Praha 1 Immobilien s.r.o.
- dům 584/29, budovu vlastní společnost I. B. S. hotels restaurants PRAHA a.s., bývalý Palais Šramota se Šramotovým mezinárodním restaurantem z let 1923–1950 a velkokavárnou Lloyd Café. Restaurant i kavárna byly zrušeny v 50. letech 20. století a přeměněny na bufet a restaurant Moskva.[28]
- dům 988/31, Palác Broadway, také Palác Příkopy, Sevastopol, Pasáž Broadway nebo Palác pojišťovny Assicurazioni Generali. Stojí na místě domu bývalé České průmyslové banky a proslulé kavárny Café Corso z let 1897–1898, první pražské secesní stavby, kterou navrhl architekt Friedrich Ohmann, štukaturami vyzdobil Celda Klouček a malbami Viktor Oliva. Současný obchodní a obytný dům s pasáží do Celetné ulice, která má sklobetonovou klenbu, a s někdejším kinem Broadway (později Sevastopol, dnes divadlo Broadway) v suterénu byl postaven podle projektu Bohumíra Kozáka a Antonína Černého v letech 1936–1938. Průčelí do ulic má travertinový obklad, do vnitřního dvora keramický. Tuto pozdně funkcionalistickou stavbu financovaly pojišťovny Assicurazioni Generali a Moldavia Generali.[29] Budovu vlastní Správa železnic. Nemovitá kulturní památka, ochrana od 13. ledna 1994, rejstříkové číslo 12803/1-2200.[30]
- dům čp. 969/I, č.o. 33–35, od roku 1991 Budova Komerční banky. Před touto budovou zde stála dvoupatrová klasicistní budova z roku 1841, ve které se nacházelo Café français, v polovině 19. století jedna z nejluxusnějších kaváren. Navštěvoval ji František Palacký a Ferenc Liszt. V tomto domě byl také umístěn obchod „U města Paříže“, známý z pětidílné ságy o rodu Nedobylů a Bornů Vladimíra Neffa Sňatky z rozumu a Císařské fialky. Budova České eskomptní banky ve stylu moderního novoklasicismu byla vybudována po užší mezinárodní soutěži (1928–1929) v letech 1930–1932 německy hovořícími architekty z Prahy Karlem Jarayem, Rudolfem Hildebrandem a Vídně Alexandrem Neumannem a Ernstem von Gotthilf. Dodatečně byl formálně do týmu připsán český projektant Josef Sakař, ten se však na návrhu nepodílel.[31] V letech 1945–1960 zde bylo sídlo ÚV KSČ, poté došlo k výměně sídel s Ministerstvem dopravy. Dům je podsklepen pod Celetnou ulicí čtyřmi suterény, pod Příkopy třemi. Budovu vlastní společnost NP 33, s.r.o., jejímž jediným společníkem je Komerční banka. Nemovitá kulturní památka, ochrana od 1. 1. 1975, rejstříkové číslo 40906/1-1759.[32]
- ulice Celetná a U Prašné brány.

### Novoměstská strana

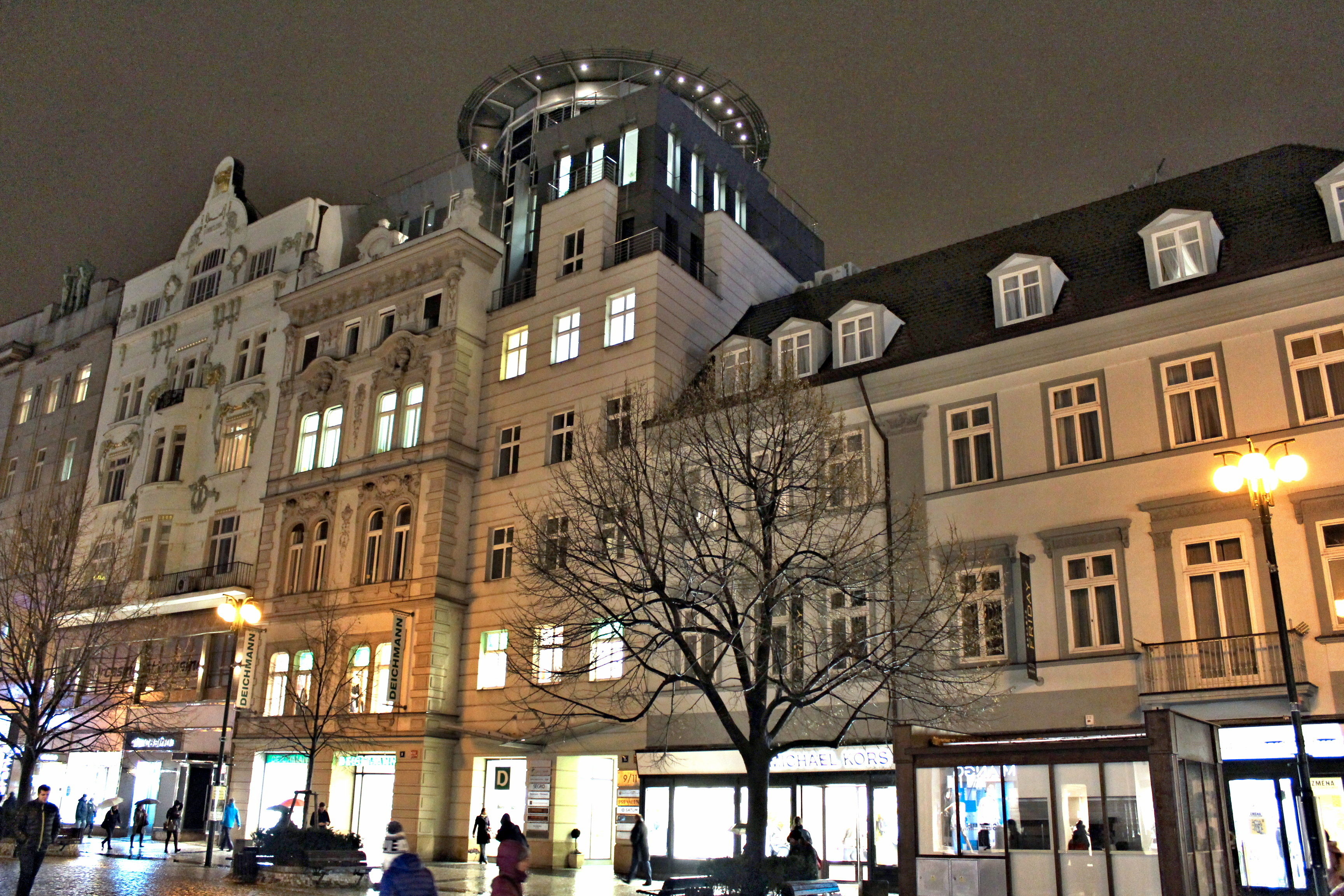
Domy v ulici Na příkopě

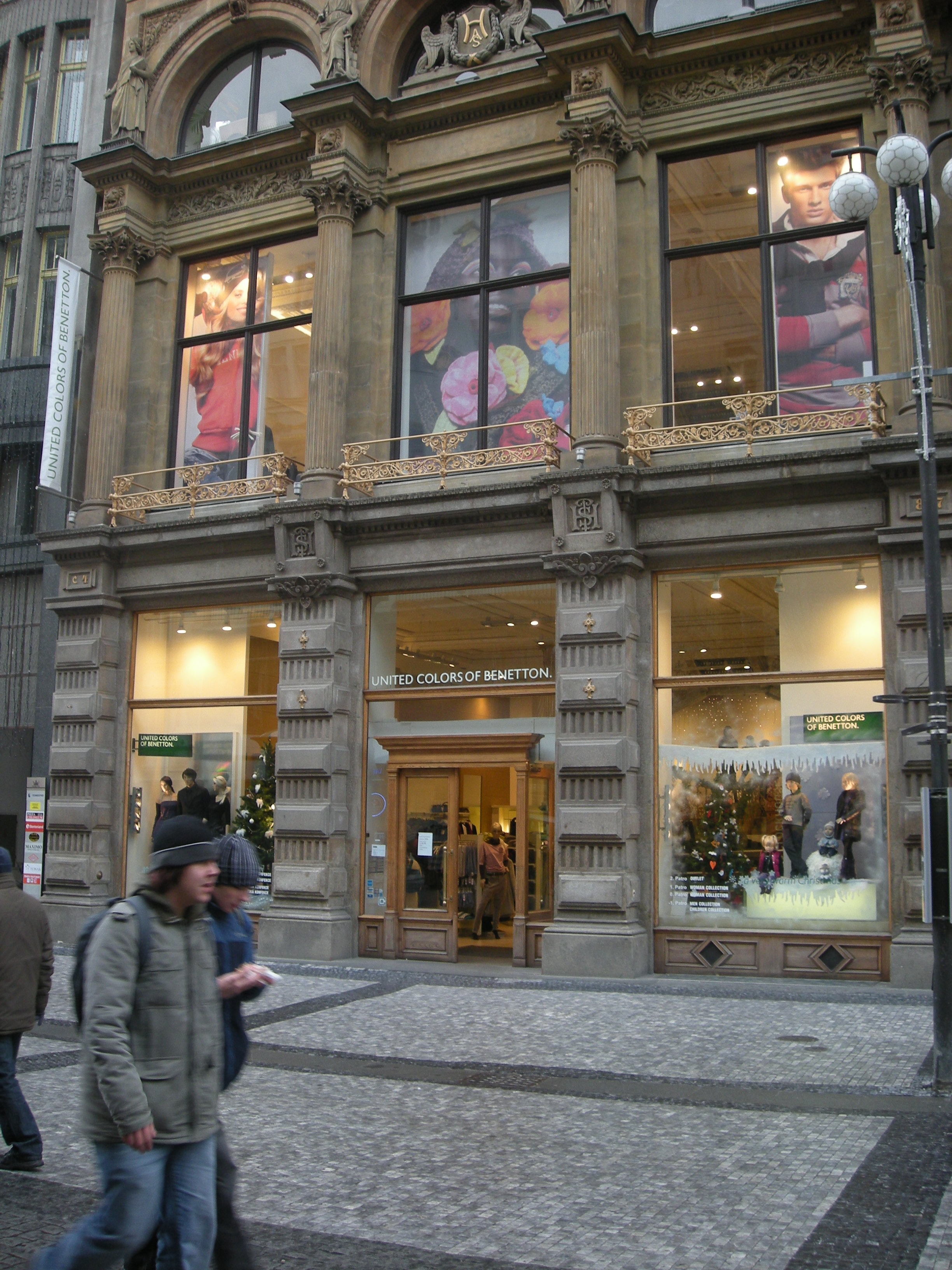
United Colors of Benetton

Jižní strana se sudými orientačními čísly
- Václavské náměstí
- dům 846/2, Palác Koruna postavený v letech 1912–1914 podle projektu Antonína Pfeiffera, plastická výzdoba od Stanislava Suchardy a Jana Štursy, uvnitř fresky od Viktora Foerstera. V letech 1931–1932 provedl úpravy Ladislav Machoň za spolupráce L. Sutnara, kdy byl v přízemí zřízen populární automat. Ochrana od 1. 1. 1983, rejstříkové číslo 41360/1-2058. Od 17. století zde stával dům U Špinků, v 19. století Vídeňská kavárna.
- dům 847/4, Haasův dům koberců, budova nejstaršího obchodního domu v Praze byla postavena v letech 1869–1871 podle projektu architektů Aleše Linsbauera a Alfréda Kirpala pro vídeňskou firmu Ph. Haas & synové (koberce a potahové látky). Má kamennou fasádu ve slohu severoitalské pozdní renesance. V osách meziokenních pilířů byly osazeny alegorické plastiky Věda, Obchod, Průmysl, Umění od Josefa Freunda. V roce 1929 byl zřízen výtah. Na přelomu 80. a 90. let zde byla prodejna luxusním dámských oděvů a módních doplňků (Dům elegance). První zmínka o objektu na tomto místě je z 2. poloviny 14. století (dům U Hartlů, U Palmů). Ochrana od 1. 1. 1964, rejstříkové číslo 39981/1-1145.
- vchod do pasáže Koruna
- dům 848/6, kubistická budova architektů Maxe Spielmanna a Ladislava Machoně z roku 1898
- dům 850/8, Budova Banky Creditanstalt, neobarokní budova postavená v letech 1894 až 1896 pro vídeňskou banku Creditanstalt, kulturní památka.
- dům 852/10, palác Sylva-Taroucca (někdy uváděný jako palác Piccolomini či palác Savarin).[33] Barokní palác s rokokovým schodištěm a neobarokními interiéry navržený Kilianem Ignácem Dientzenhoferem (1689–1751) roku 1743 a dokončený Anselmem Luragem (1702–1765). Na průčelí plastiky od Ignáce Františka Platzera (1717–1787). Rokokové schodiště je vyzdobeno freskami (Héliův vůz s alegorickými postavami a personifikací ročních období) od Václava Ambrože (1725–1806) a štukaturami od Carla Giussepe Bossiho (1737–1798).[34] Interiéry paláce v novobarokním stylu upravil v roce 1878 architekt Achille Wolf.[7] Na nádvoří jsou dvě původní kašny. Rok po Národopisné výstavě českoslovanské, to jest v roce 1896, bylo založeno Národopisné muzeum Českoslovanské s prvním sídlem v tomto paláci. Budovu využíval Ústřední klub školství a vědy. V současnosti se v paláci nachází Muzeum komunismu. Ochrana od 1. 1. 1964, rejstříkové číslo 39983/1-1146.
- dům 853/12, dům U černé růže. V původně gotickém domě, který patřil pražské univerzitě, vzniklo roku 1411 středisko německých reformních myslitelů radikálních názorů, stoupenců M. Jana Husa, vyhnaných z Německa. Působili zde drážďanští mistři Friedrich Eppinge, Petr z Drážďan a Mikuláš z Drážďan, který se již před rokem 1412 pokusil o zavedení přijímání podobojí laikům v německém Wildungenu. Jejich žáci od Černé růže, jako Jan Draendorf a Petr Turnow, výrazně přispěli k šíření husitství v Německu. Dnešní budova s novoromantickou fasádou je z roku 1847 od J. Frenzela. Má moderní pasáž, vybudovanou roku 1932 podle projektu Oldřicha Tyla a upravenou v roce 1960. Na balkóně je pozdně empírové domovní znamení – růže. V současnosti se tam nachází obchodní pasáž Černá růže.
- dům 854/14, Bankovní palác (Průmyslová banka, později Obchodní banka, ČSOB) z roku 1930 podle projektu Bedřicha Bendelmayera ve stylu moderního klasicismu. Portikus zdobí pískovcové plastiky Josefa Kalvody. Stavba prošla výraznou modernizací podle projektu ateliéru DaM, zůstalo jen obvodové zdivo. Na tomto místě předtím stál dům U Tří lip, kde 21. ledna 1862 zemřela spisovatelka Božena Němcová. Na průčelí je její bronzová busta od Bedřicha Neužila z roku 1932.
- Panská ulice
- kostel sv. Kříže, u kláštera řádu piaristů. Postaven v empírovém slohu v letech 1819–1823 J. Hausknechtem podle projektu architekta a profesora pražské stavovské techniky Jiřího Fischera (1768-1828). Uvnitř soudobé empírové zařízení Ochrana od 1. 1. 1964, rejstříkové číslo 39827/1–1049
- dům 856/16, škola, bývalé Piaristické gymnázium. Klasicistní budova byla postavena v letech 1810–1813 a v roce 1864 zvýšena o patro. Novorenesanční fasáda je z roku 1875. Bývala zde průmyslová škola. Na fasádě jsou dvě pamětní desky. Ta umístěná vpravo s bustou a česko-německým textem: Rainer Maria Rilke *1875 †1926 světově proslulý básník narozený v Praze navštěvoval zde německou piaristickou obecnou školu v letech 1882–1886. Der weltberühmte in Prag geborene Dichter besuchte hier die deutsche Piaristen-Volksschule in den Jahren 1882–1886. Věnují Pražský literární dům autorů německého jazyka a MHPM byla odhalena ve středu 7. 12. 2011 od 10.30 hod. I černá deska umístěná vlevo má dvojjazyčný text: ... a učiň jen, aby na každém místě, kde jsem kdysi stanul, paprsek světla osvítil poutníkům stezku. ... und gib nur, das an jener Stelle, wo ich einst stand, ein Schein des Lichts den Wandernden den Pfad erhelle. Johannes Urzidil Praha 1896 – Roma 1970. Na památku posledního spisovatele pražského kruhu a přítele českých umělců, absolventa pražského Akademického gymnasia Na Příkopě. Letzter Dichter des Prager Kreises und Freund tschechischer Künstler, Absolvent des Prager Akademischen Gymnasiums Am Graben. Erichtet von der Oberöster-Reichischen Landesregierung.
- dům 857/18, Druhý palác Zemské banky.[35] Secesní budova postavená v letech 1909–1911 dle návrhu Osvalda Polívky (1859–1931) pro potřeby Zemské banky.[7] Na průčelí plastiky od Celdy Kloučka a Ladislava Šalouna, mozaiky podle kartónu Jana Preislera. Dvoranu upravil v roce 1940 K. Stráník. Mozaikovou výzdobu navrhl J. Bauch, reliéfní keramický vlys provedl J. Lauda ve spolupráci s F. Tichým, mramorová symbolická postava je od Bedřicha Stefana.
- ulice Nekázanka
- dům 858/20, dříve První palác Zemské banky, později Živnostenská banka. Neorenesanční budova dle projektu Osvalda Polívky z let 1894–1896. Ochrana od 1. 1. 1964, rejstříkové číslo 39989/1-1150.[36]
- dům 859/22, Slovanský dům (Vernierovský palác). Palác postavil v letech 1695–1700 baron Jan Bartoloměj Vernier, asi podle projektu Jeana Baptisty Matheye nebo Giovanniho Battisty Alliprandiho. Za palácem směrem k Jindřišské ulici bývala rozlehlá zahrada francouzského stylu. V letech 1752–1797 byl celý objekt v majetku rodu Příchovských. Do dnešní klasicistní odoby s ponecháním původních dvou portálů palác přestavěl v letech 1797–1798 František Heger pro měšťanskou rodinu Tuskanyů. V roce 1873 byl palác uvnitř adaptován pro německé kasino, byl znám jako Deutsches Kasino a scházela se zde početná německojazyčná pražská komunita. Po roce 1945 byl přejmenován na Slovanský dům, kulturní a společenské středisko s reprezentačními prodejnami knih a časopisů. V současnosti (2021) je v komplexu multikino, prodejny a restaurace
- dům 860/24, dům 862/26, dům 864/28, komplex budov České národní banky, sídlo ústředí České národní banky. Původně stará budova Živnostenská banka, prochází jím Pasáž českého designu. Do roku 1905 na tomto místě stál hotel U černého koně a hotel U modré hvězdy, v němž byla 23. srpna 1866 podepsána mírová smlouva ukončující Prusko-rakouskou válku
- Senovážná a Hybernská ulice

## Podnikání
V ulici (v roce 2021) sídlí 640 právnických osob, 238 živnostníků a je zde 580 provozoven, mezi které patří:
- United Colors of Benetton
- Mango
- Marks & Spencer
- Lacoste
- Levi Strauss & Co.
- ZARA